# عصر مسیحایی
عصر مسیحایی (انگلیسی: Messianic Age)، در ادیان ابراهیمی، ""عصر مسیحایی" (عبری: יְמוֹת הַמָשִׁיחַ‎) دوره زمانی آینده بر روی زمین است که در آن مسیحا سلطنت خواهد کرد و جهانی را به ارمغان خواهد آورد. صلح و برادری، بدون شر. بسیاری معتقدند که چنین سنی وجود خواهد داشت. برخی از آن به عنوان کامل «پادشاهی خدا» یا «دنیای آینده» یاد می‌کنند. یهودیت
معتقدند که چنین طرحی هنوز در راه است، در حالی که مسیحیت معتقدند که این رقم ظهور دوم است.